# Лангар (на реке Вахандарья)
Лангар (дари لنگر) — кишлак на северо-востоке Афганистана, в вилаяте (провинции) Бадахшан. Входит в состав района Вахан.

## Географическое положение
Лангар расположен на северо-востоке Бадахшана, в высокогорной местности, на правом берегу реки Вахандарьи, на расстоянии приблизительно 283 километров к востоку от города Файзабада, административного центра вилаята. Абсолютная высота — 3626 метров над уровнем моря. Ближайшие населённые пункты — кишлак Киштав (выше по течению Вахандарьи), посёлок Сархад-е-Вахан (ниже по течению Вахандарьи).

## Население
В национальном составе населения преобладают ваханцы.